# ババルーのピクニック
ババルーのピクニック（The Babaloos）は、1995年から1998年にかけて制作されたカナダとフランスのテレビアニメ、全105話。カナダではCBCテレビジョン、TVオンタリオ、フランスではカナルJ、フランス3で放送された。
日本では2000年7月3日からキッズステーションで繰り返し放送された。

## キャラクター
スプーン
声 - ?
フォーク
声 - ?
タオル
声 - ?
スポンジ
声 - ?
歯ブラシ
声 - ?
スリッパ
声 - ?
えんぴつ
声 - ?

## スタッフ
- エグゼクティブ・プロデューサー - クリスチャン・デヴィン
- エグゼクティブ・共同プロデューサー - ミシュラン・シャーレ
- プロデューサー：クリストファー・イザード、ロナルド・ア・ウェインバーグ
- 監督 - レミー・ハッソン
- 制作 - フランス・アニメーション、シナール・プロダクション